# Deinodrilus gracilis
Deinodrilus gracilis är en ringmaskart som beskrevs av Ude 1905. Deinodrilus gracilis ingår i släktet Deinodrilus och familjen Acanthodrilidae. Inga underarter finns listade i Catalogue of Life.